# Anders Vistisen
Anders Primdahl Vistisen (født 12. november 1987 i Vridsted) er en dansk politiker for Dansk Folkeparti, der er partiets repræsentant i Europa-Parlamentet. Han var i 2014-2019 valgt til Europa-Parlamentet som et af Dansk Folkepartis fire medlemmer og blev igen i november 2022 medlem af parlamentet, da han afløste det hidtidige medlem Peter Kofod på posten. Tidligere har han siddet i regionsrådet i Region Midtjylland i 2009-2014 og i Randers byråd 2014. I 2012-2015 var han landsformand for Dansk Folkepartis Ungdom.

## Baggrund
Vistisen er søn af el-installatør og projektleder John Vistisen og lærer Jonna Primdahl. Han er bosat i Herning.
Han fik i 2006 en international studentereksamen på Skive Handelsskole og blev i 2010 Ba.jur. og i 2013 cand.jur. fra Aarhus Universitet. Han arbejdede som juridisk konsulent i EU-parlamentet fra 2012-2014.
Han arbejder i dag i lobbyvirksomheden Grace Public Affairs.

## Politisk karriere

### Tidlig politik
Vistisen blev medlem af Dansk Folkepartis Ungdom (DFU) i 2001, altså før han fyldte 15 år. Her havde han en del poster i ungdomspartiet, som kulminerede med, at han i 2012-2015 var landsformand for DFU.
Anders Primdahl Vistisen blev opstillet første gang til et offentligt valg i forbindelse med kommunal- og regionsrådsvalgene i 2009. Han var på stemmesedlen i såvel Aarhus Kommune som Region Midtjylland. Ved kommunalvalget stod han som nr. 4 på Dansk Folkepartis liste i Aarhus kommune. Han fik 568 personlige stemmer ved valget i Aarhus og pladsen som 2. suppleant til byrådet. Ved regionsrådsvalget stod Anders Primdahl Vistisen som nummer to efter partiets spidskandidat, Jette Skive. Han fik 2460 stemmer og blev dermed valgt. Han sad i regionsrådet indtil 2014.
I regionsrådet fik han posterne som partiets psykiatriordfører. Derudover var han medlem af Social- og psykiatriudvalget, formand for udvalget vedrørende samordning af psykiatri og somatik, formand for kontaktudvalget for psykologer, medlem af det psykiatriske kontaktforum, medlem af uddannelsesudvalget for sygeplejersker, medlem af bestyrelsen for Skive Handelsskole, medlem af Visit Aarhus’ bestyrelse, medlem af bestyrelsen for Erhvervsakademi Aarhus, medlem af bestyrelsen for Aarhus Købmandsskole og medlem af Danske Regioners demokratiudvalg.
Ved kommunalvalget i 2013 var han spidskandidat for Dansk Folkeparti ved valget til regionsrådet, hvor han blev valgt med over 11.000 stemmer. Han fik herefter sæde i forretningsudvalget, hospitalsudvalget og udvalget for regional udvikling, ligesom han kom i bestyrelsen for Skive Handelsskole og Randers Regnskov. Han blev samtidig valgt til byrådet i Randers, hvor han kom i kultur- og fritidsudvalget og erhvervs- og landdistriktsudvalget.
I forbindelse med sit valg til Europa-Parlamentet udtrådte han i 2014 af såvel Region Midtjylland og Randers Byråd.
Vistisen var kandidat til folketingsvalget i 2011 i Randers Sydkredsen i Østjyllands Storkreds, men opnåede ikke valg.
Vistisen blev i 2019 valgt ind i Dansk Folkepartis hovedbestyrelse som en af dets fem landsmødevalgte medlemmer, men blev akkurat ikke genvalgt ved et kampvalg på partiets landsmøde i 2021, hvor han blev anset for at tilhøre den fløj, der var kritisk overfor formanden Kristian Thulesen Dahl.

### Europa-Parlamentet
Vistisen stillede op som kandidat ved Europa-Parlamentsvalget 2014, hvor han var nummer to på Dansk Folkepartis sideordnede liste efter spidskandidaten Morten Messerschmidt. Han opnåede valg som et af Dansk Folkepartis 4 mandater.
I Europa-Parlamentet fik han sæde som medlem af budgetkontroludvalget (CONT) og stedfortræder i budgetudvalget (BUDG) og udvalget for borgernes rettigheder og retlige og indre anliggender (LIBE). Herudover varetog han hvervet som indpisker for den danske gruppe, og koordinerede dermed danskernes stemmeafgivelser i parlamentet med de andre medlemmer af Gruppen af Europæiske Konservative og Reformister.
Som følge af MELD-sagen afløste han i 2016 Messerschmidt som formand for DF's gruppe i Europarlamentet. I anledning af samme sag udtrådte han året efter af de to budgetrelaterede udvalg i parlamentet. Ved Europa-Parlamentsvalget 2019 gik Dansk Folkeparti fra fire til et enkelt mandat i parlamentet, og Vistisen mistede sin plads.
Vistisen blev igen medlem af Europa-Parlamentet 23. november 2022, efter at Dansk Folkepartis hidtidige medlem af parlamentet, Peter Kofod, havde valgt at udtræde af dette for at koncentrere sig om sit hverv som medlem af Folketinget.